# Illyrië

Globaal Illyrisch gebied in de oudheid

Illyrië of Illyria (Oudgrieks: Ἰλλυρία; ook Illyris, Illyrikon; Latijn: Illyricum Albanees: Iliria) besloeg heel de Adriatische kuststrook van het vroegere Joegoslavië en het huidige Albanië. Het gebied omvat ex-Joegoslavië (dus het huidige Slovenië, Kroatië, Bosnië en Herzegovina, Montenegro, Servië, Noord-Macedonië, Kosovo) en het huidige Albanië. De bewoonbare zeekusten liepen in het noordoosten uit op de gebergtes van de Karpaten en de Karawanken in het noorden, die toen dunbevolkt waren. De Illyrische stammen verenigden zich tot één rijk na het stichten van het Illyrische Koninkrijk in 650 v.Chr..

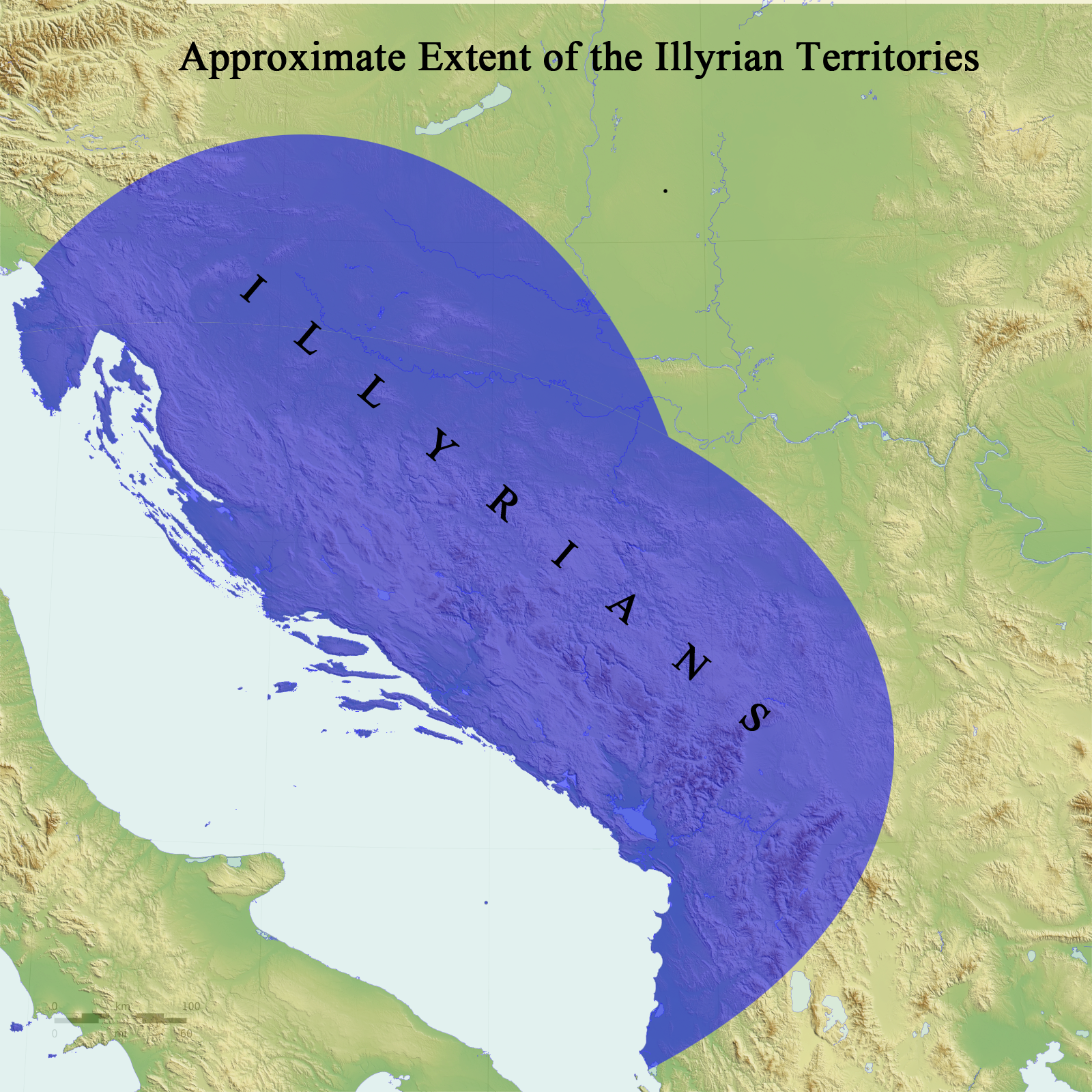
Iliri

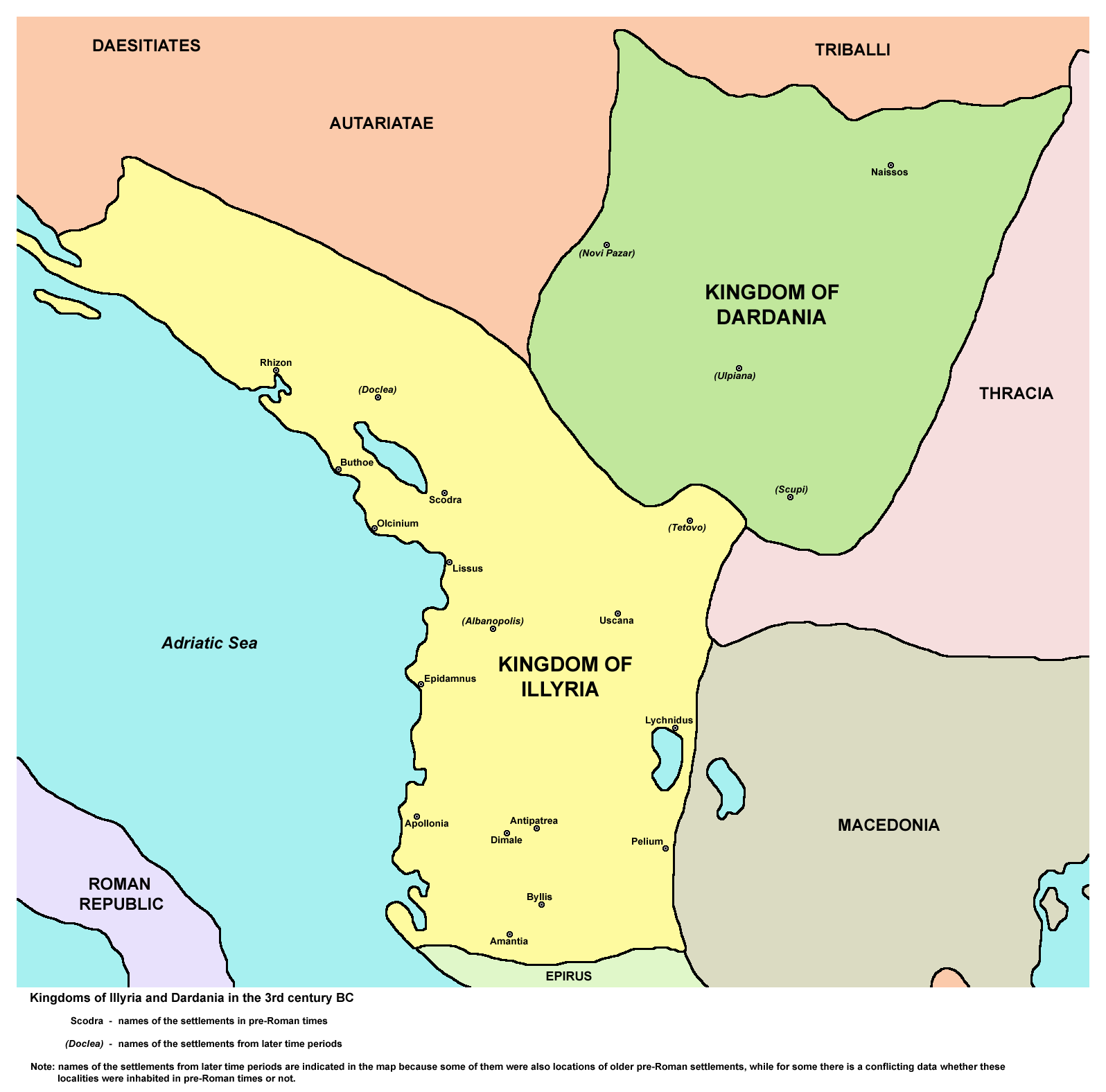
Kaart van het Koninkrijk Illyrië onder koning Agron (250 v.Chr. tot 230 v.Chr.)

Alexander de Grote veroverde het zuiden van Illyrië in 336 v.Chr.. In 232 v.Chr. stierf de laatste koning van Epirus uit het huis der Aiakiden. De heerschappij van koningin Teuta kan beschouwd worden als het begin van koninkrijk Illyrië onder de Ardiaei. Na de Eerste Punische Oorlog hadden de Romeinen de controle over de Ionische Zee. De Illyriërs stonden bekend als zeerovers. Een conflict zal leiden tot de Illyrische Oorlogen (229-168 v.Chr.) 
De Romeinen veroverden de kuststreek van Illyrië omstreeks 100 v.Chr. Het binnenland werd pas tijdens de regering van keizer Augustus bij het rijk gevoegd. Eerst kenden zij deze streek als Illyricum. In 6 n.Chr. ontstond er een opstand tegen de Romeinen, maar deze werd twee jaar later neergeslagen. In 9 n.Chr. werd Illyricum opgesplitst in Dalmatia en Pannonië.
In 1809 annexeerde Napoleon I de kuststrook die tot dat moment aan Oostenrijk had toebehoord. Hij doopte het gebied de "Illyrische provincies van het Franse Keizerrijk". Het willen beheersen van de kust en de handelsroutes over zee valt te verklaren uit het continentaal stelsel.

De Keizer stelde de in ongenade gevallen Joseph Fouché, Hertog van Otranto, aan als bestuurder, met Triëst als standplaats.

## Externe links

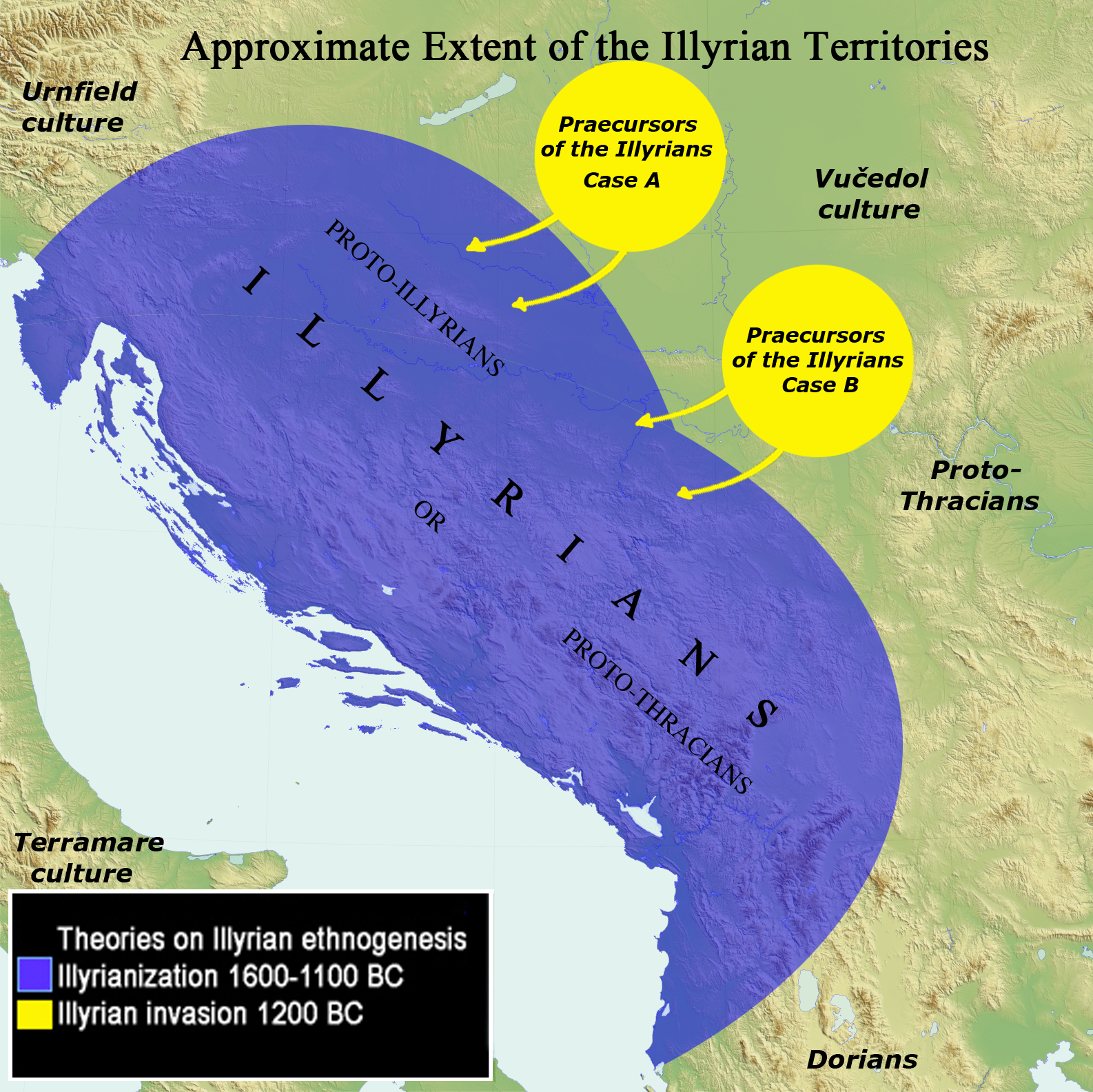
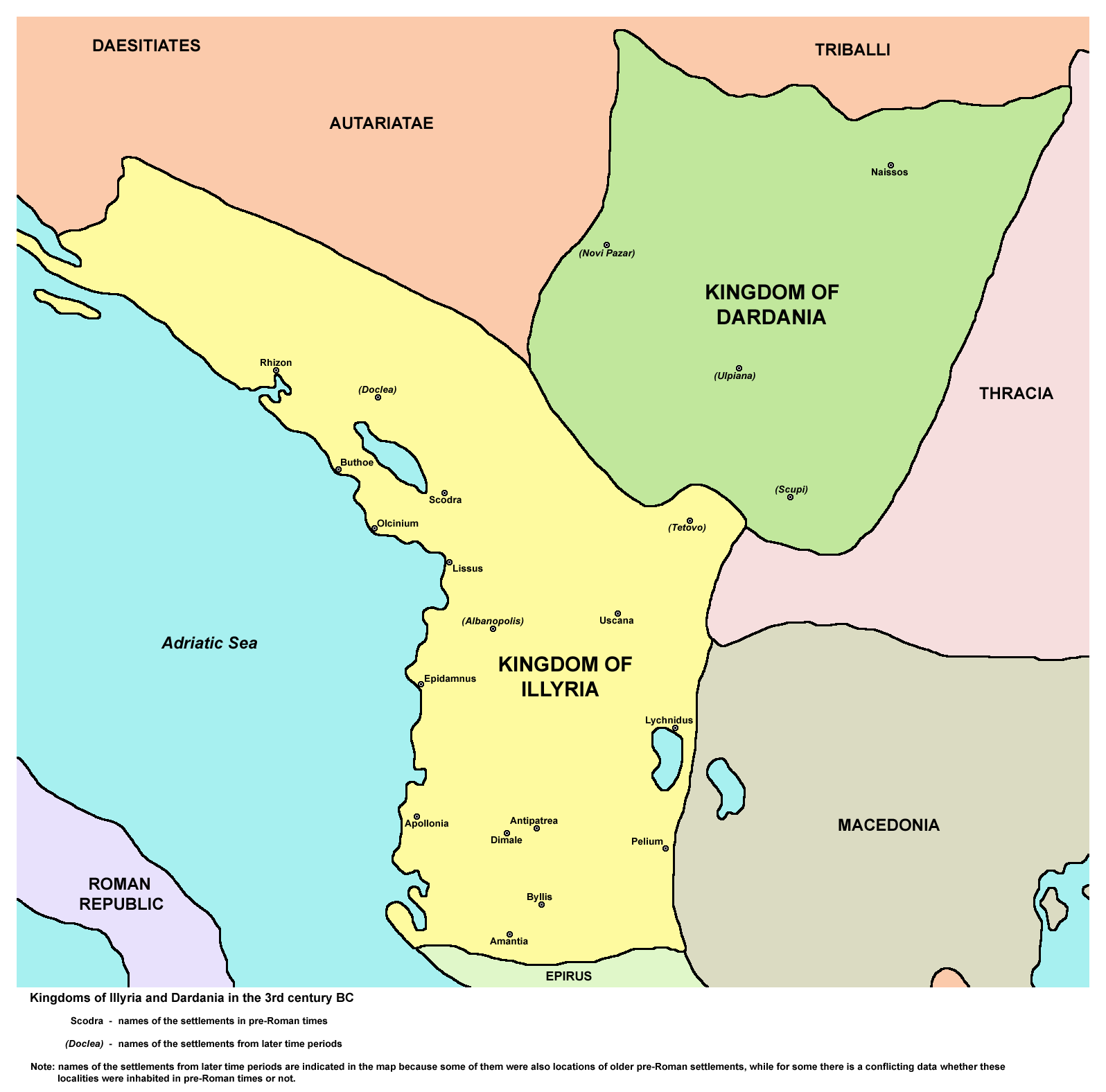
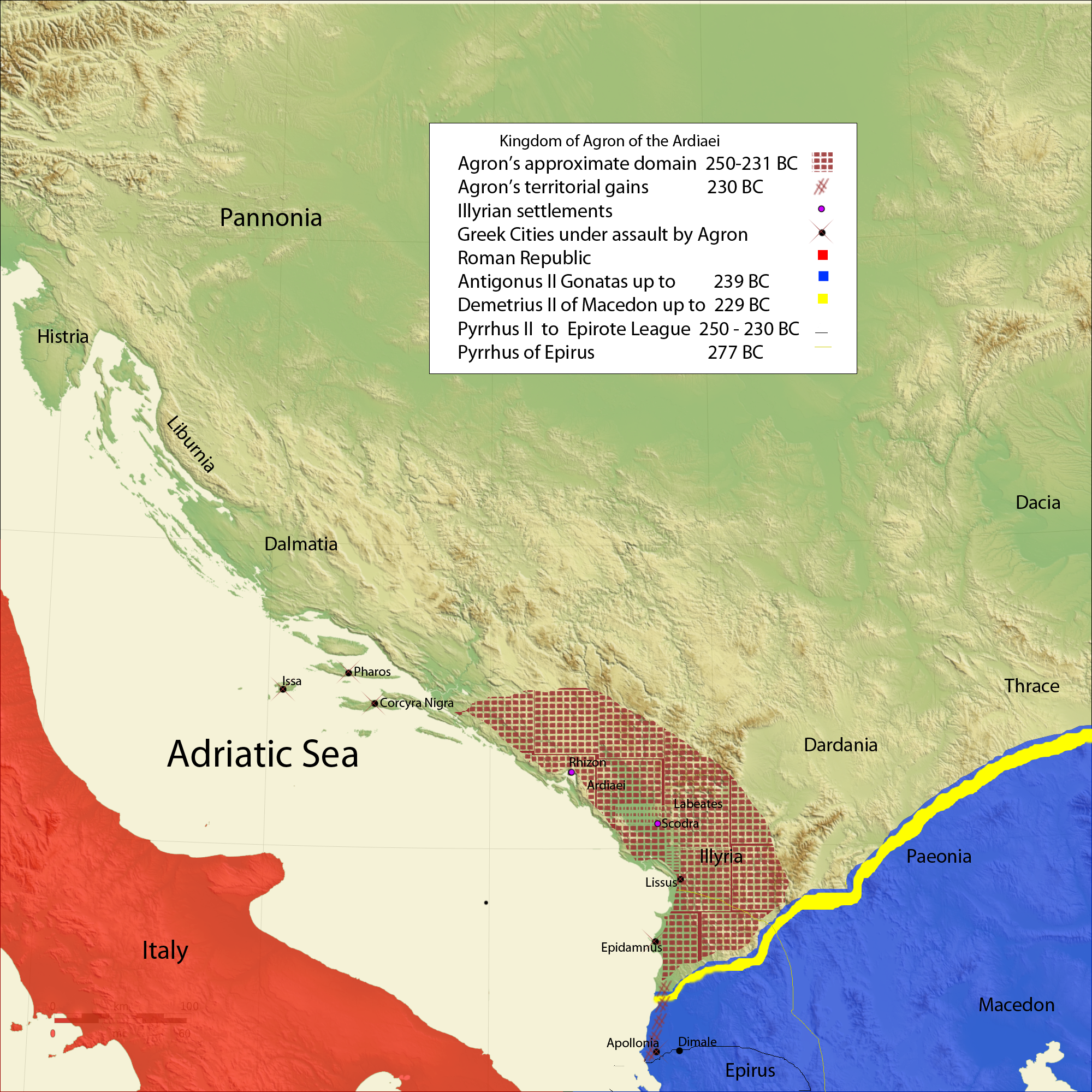
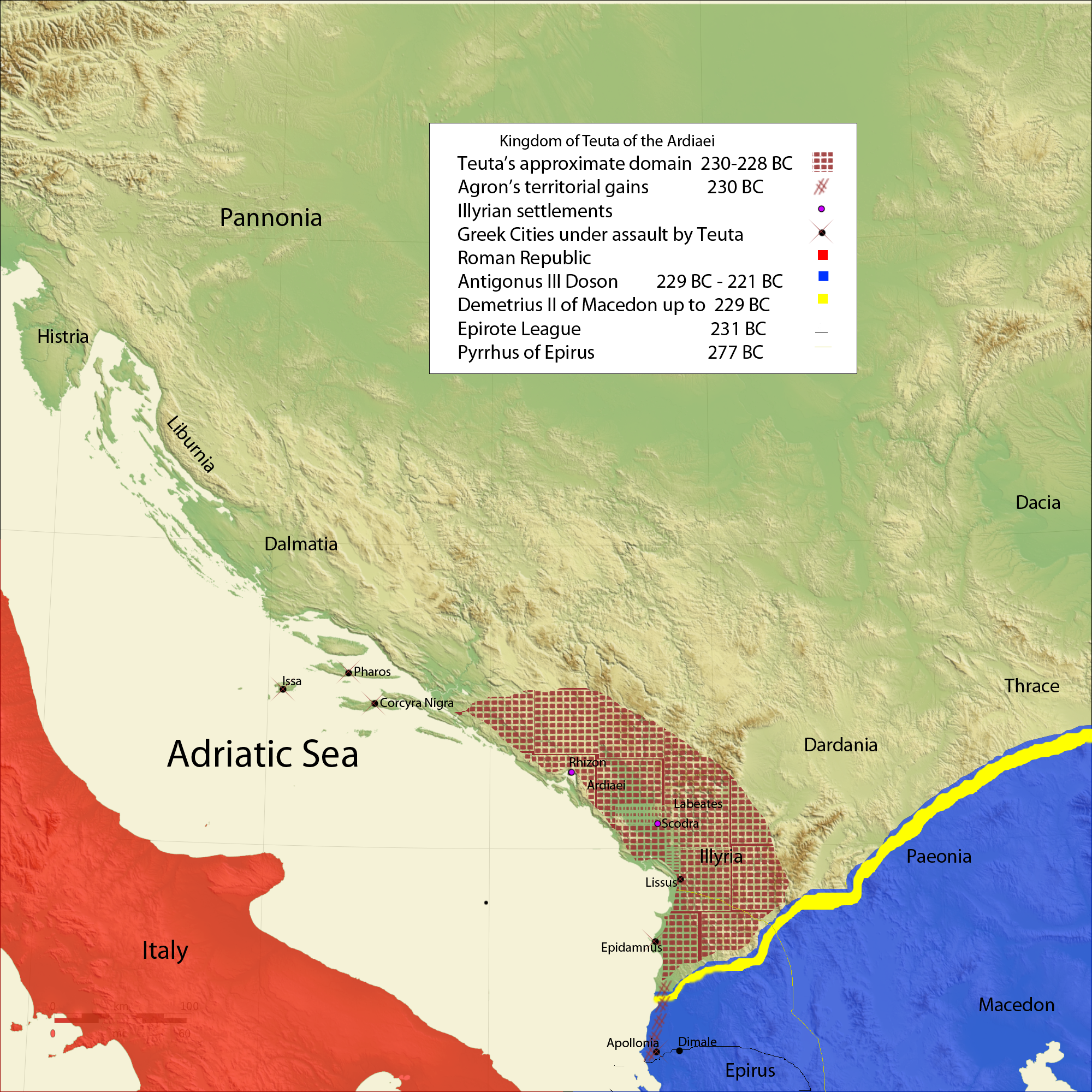
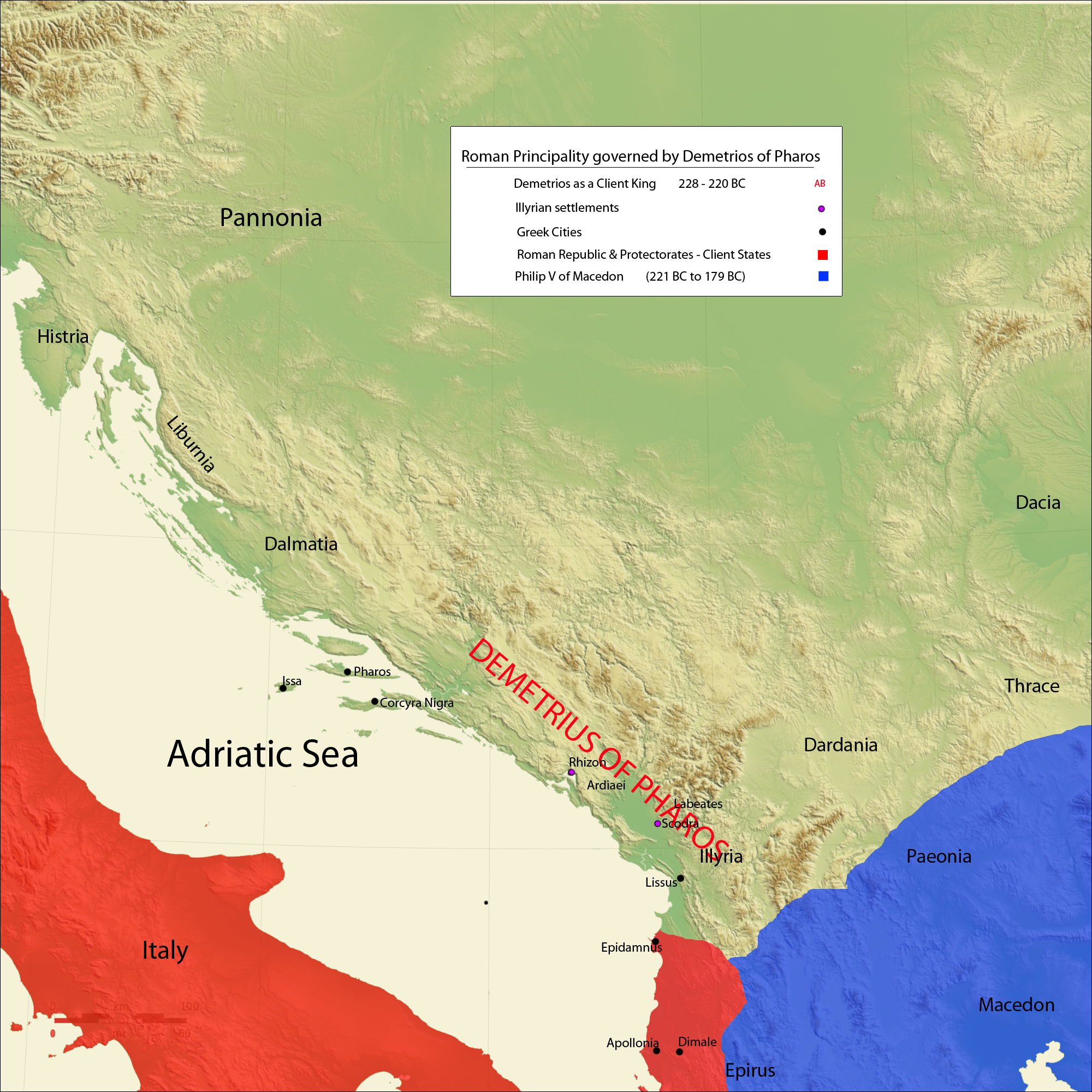